# 和平乡 (肇源县)
和平乡，是中华人民共和国黑龙江省大庆市肇源县下辖的一个乡镇级行政单位。

## 行政区划
和平乡下辖以下地区：
和平村、立功村、华原村、工农村和敏字村。